# تپه سمیع بیشه
تپه سمیع بیشه مربوط به دوران‌های تاریخی پس از اسلام است و در شهرستان قزوین، بخش الموت، روستای دزدک سر واقع شده و این اثر در تاریخ ۲۵ اسفند ۱۳۸۰ با شمارهٔ ثبت ۵۵۵۴ به‌عنوان یکی از آثار ملی ایران به ثبت رسیده است.